# Вааль (притока Бовен-Мерведе)
51°53′30″ пн. ш. 5°31′15″ сх. д. / 51.891749° пн. ш. 5.520716° сх. д.
Вааль (нід. Waal) — річка, основний рукав Рейну в його дельті, в Нідерландах, через який прямує 65% загального стоку річки. Вааль, довжина якого становить 84 км, є одним з основних водних шляхів, що зв'язують Роттердам з Німеччиною.
Майже відразу після перетину кордону з Німеччиною Рейн розділяється на Вааль і Недер-Рейн. Біля Неймегену Вааль з'єднується з Маас-Баал-каналом, а біля Тілу від Ваала відходить Амстердам-Рейн-канал. Неподалік від Вудріхему Вааль зливається з Афгедамде-Маасом, утворюючи Бовен-Мерведе. У Залтбоммела через Вааль побудовані залізничний і автомобільний мости.

## Історія
Назва Вааль, за часів Римської імперії звучала як Vacalis, Vahalis, Valis чи пізніше Vahal, має німецькі коріння і походить від численних меандрів річки (старогерманське: wôh = вигнутий). Припускають, що річка Ваалкілл (одна з приток Гудзона) у період голландської колонізації отримала назву від Вааль (Waalkil - «Вааль струмок»).
У Середні віки Вааль тривав і після злиття з Маасом. Частини дельти, відомі сьогодні як Бовен-Мерведе, Бенеден-Мерведе і верхня частина річки Норд також називалися Вааль.
Наразі річка вже не має тих вигинів через численні проекти з поліпшення річки з погляду судноплавства, зроблених у XVII, XIX і XX століттях. Деякі з ділянок стариці все ще видно і з'єднуються з основним руслом в період високої води.

## Якість води
Якість води у Вааль невисока через скидання в нього каналізаційних стоків у Франції, Німеччині та Бельгії. Ряд патогенів був знайдений у водах річки через подібні скиди

## Мости
Залізничні мости (з найближчої залізничної станції на лівому і правому березі):
- Між Неймеген і Нейменен Лент
- Між Залтбоммел і Гелдермалсен

## Ресурси Інтернету
- Вікісховище має мультимедійні дані за темою: Вааль (притока Бовен-Мерведе)
- Waal [Архівовано 10 грудня 2015 у Wayback Machine.] (нід.)

| Нідерланди | Це незавершена стаття з географії Нідерландів. Ви можете допомогти проєкту, виправивши або дописавши її. |

| Річка | Це незавершена стаття про річку. Ви можете допомогти проєкту, виправивши або дописавши її. |